# Lista odcinków reality show Nieustraszeni
Artykuł stanowi listę odcinków amerykańskiego reality show „Fear Factor” (w Polsce znanego pod tytułem „Nieustraszeni”).

## Seria 1. (NBC, 2001)
| Numer odc. ogółem | Numer odc. w serii | Oryginalny tytuł                        | Data premiery   | Liczba uczestników      | Liczba zadań | Nagroda główna | Nr. prod. |
| ----------------- | ------------------ | --------------------------------------- | --------------- | ----------------------- | ------------ | -------------- | --------- |
| 1                 | 1                  | Horse Drag; Rat Pit; Slippery-Car Crawl | 11 czerwca 2001 | 3 kobiety i 3 mężczyźni | 3            | 50 000 USD     | 105       |
| 2                 | 2                  | Truck Jump; Worm Coffin; Catapult       | 18 czerwca 2001 | 3 kobiety i 3 mężczyźni | 3            | 50 000 USD     | 103       |
| 3                 | 3                  | Jet Ski Leap; Beetle Bowl; Rope Crawl   | 25 czerwca 2001 | 3 kobiety i 3 mężczyźni | 3            | 50 000 USD     | 109       |
| 4                 | 4                  | Net Jump; Wormtinis; Tunnel Crawl       | 2 lipca 2001    | 3 kobiety i 3 mężczyźni | 3            | 50 000 USD     | 106       |
| 5                 | 5                  | Dog Attack; Snake Pit; Beam Walk        | 9 lipca 2001    | 3 kobiety i 3 mężczyźni | 3            | 50 000 USD     | 102       |
| 6                 | 6                  | Sub Dive; Cricket Crunch; Speed Drop    | 16 lipca 2001   | 3 kobiety i 3 mężczyźni | 3            | 50 000 USD     | 107       |
| 7                 | 7                  | Hotel Jump; Sheep's Eyes; Water Tank    | 23 lipca 2001   | 3 kobiety i 3 mężczyźni | 3            | 50 000 USD     | 101       |
| 8                 | 8                  | Wrecking Ball; Testicles; Baby Rescue   | 30 lipca 2001   | 3 kobiety i 3 mężczyźni | 3            | 50 000 USD     | 104       |
| 10                | 10                 | First Season Highlights                 | 6 sierpnia 2001 | —                       | —            | —              | 110       |
| 9                 | 9                  | Trapeze; Pig Feast; Traverse            | 5 września 2001 | 3 kobiety i 3 mężczyźni | 3            | 50 000 USD     | 108       |

## Seria 2. (NBC, 2002)
| Numer odc. ogółem | Numer odc. w serii | Oryginalny tytuł                                                       | Data premiery     | Liczba uczestników                    | Liczba zadań | Nagroda główna                  | Nr. prod. |
| ----------------- | ------------------ | ---------------------------------------------------------------------- | ----------------- | ------------------------------------- | ------------ | ------------------------------- | --------- |
| 11                | 1                  | Bus Surfing; Torture Cell; Swinging Circle (Celebrity Edition)         | 27 listopada 2001 | 3 kobiety i 3 mężczyźni (celebryci)   | 3            | 50 000 USD na cele charytatywne | 202       |
| 12                | 2                  | Airplane Walk; Snake Face-off; Car Launch                              | 8 stycznia 2002   | 3 kobiety i 3 mężczyźni               | 3            | 50 000 USD                      | 201       |
| 13                | 3                  | Bull Riding; Eat Brains; Zip Line                                      | 14 stycznia 2002  | 3 kobiety i 3 mężczyźni               | 3            | 50 000 USD                      | 206       |
| 14                | 4                  | Boat Jump; Swimming with the Fishes; Flag Snag                         | 21 stycznia 2002  | 3 kobiety i 3 mężczyźni               | 3            | 50 000 USD                      | 208       |
| 15                | 5                  | Helicopter Fire Drill; Eat Rectum; Ledge Walk                          | 28 stycznia 2002  | 3 kobiety i 3 mężczyźni               | 3            | 50 000 USD                      | 205       |
| 16                | 6                  | Playboy Playmates Edition                                              | 3 lutego 2002     | 6 kobiet                              | 3            | 50 000 USD                      | 214       |
| 17                | 7                  | Blimp Climb; Bobbing in Wax Worms; Car Flip                            | 4 lutego 2002     | 3 kobiety i 3 mężczyźni               | 3            | 50 000 USD                      | 207       |
| 18                | 8                  | Helicopter Climb; Blender of Fear; Pole Hopper (WWF Edition)           | 25 lutego 2002    | 3 kobiety i 3 mężczyźni (gwiazdy WWF) | 3            | 50 000 USD na cele charytatywne | 215       |
| 19                | 9                  | Vertical Gauntlet; Rat Hat; Semi Truck Beam Walk                       | 4 marca 2002      | 3 kobiety i 3 mężczyźni               | 3            | 50 000 USD                      | 210       |
| 20                | 10                 | Spiderman; Coffin; Water Cage (Celebrity Edition)                      | 11 marca 2002     | 3 kobiety i 3 mężczyźni (celebryci)   | 3            | 50 000 USD na cele charytatywne | 218       |
| 21                | 11                 | Bridge Hang; Uterus Skeeball; Cable Plate Walk                         | 18 marca 2002     | 3 kobiety i 3 mężczyźni               | 3            | 50 000 USD                      | 213       |
| 22                | 12                 | MTV Spring Break Edition                                               | 23 marca 2002     | 2 kobiety i 2 mężczyźni               | 3            | 50 000 peso                     | bd.       |
| 23                | 13                 | Tunnel Swim; Eat Balut; Bike Plank                                     | 25 marca 2002     | 3 kobiety i 3 mężczyźni               | 3            | 50 000 USD                      | 203       |
| 24                | 14                 | Helicopter Jump; Tarantula Torture Cell; Water Tube                    | 8 kwietnia 2002   | 3 kobiety i 3 mężczyźni               | 3            | 50 000 USD                      | 209       |
| 25                | 15                 | Public Nudity; Eat Roaches; Chain Submerge                             | 15 kwietnia 2002  | 3 kobiety i 3 mężczyźni               | 3            | 50 000 USD                      | 204       |
| 26                | 16                 | Sky Surfing; Fear Factor Billards; Container Jump (Twins Edition)      | 29 kwietnia 2002  | 4 kobiety i 2 mężczyzni               | 3            | 50 000 USD                      | 213       |
| 27                | 17                 | Roof to Roof Jump; Fear Factor Spaghetti; Submerged Fuselage           | 6 maja 2002       | 3 kobiety i 3 mężczyźni               | 3            | 50 000 USD                      | 211       |
| 28                | 18                 | Jet Climb; Inverted Fall (Championship Edition – Part 1)               | 13 maja 2002      | 13 zwycięzców                         | 5            | 100 000 USD                     | 216       |
| 29                | 19                 | Swim with Gators; Buffet; Tanker Truck (Championship Edition – Part 2) | 20 maja 2002      | 13 zwycięzców                         | 5            | 100 000 USD                     | 217       |
| 30                | 20                 | Second Season Highlights                                               | 2 września 2002   | —                                     | —            | —                               | bd.       |

## Seria 3. (NBC, 2002–2003)
| Numer odc. ogółem | Numer odc. w serii | Oryginalny tytuł                                                                           | Data premiery        | Liczba uczestników                  | Liczba zadań | Nagroda główna                               | Nr. prod. |
| ----------------- | ------------------ | ------------------------------------------------------------------------------------------ | -------------------- | ----------------------------------- | ------------ | -------------------------------------------- | --------- |
| 31                | 1                  | Big Foot; Snake Tank; Floor Drop (Celebrity Edition)                                       | 23 września 2002     | 3 kobiety i 3 mężczyźni (celebryci) | 3            | 50 000 USD na cele charytatywne              | 303       |
| 32                | 2                  | Counter Balance Beam; Weenie Roast; Swinging Rope Bridge                                   | 30 września 2002     | 3 kobiety i 3 mężczyźni             | 3            | 50 000 USD                                   | 302       |
| 33                | 3                  | Traverse the Dam; Bee Headed; Watery Coffin                                                | 7 października 2002  | 3 kobiety i 3 mężczyźni             | 3            | 50 000 USD                                   | 301       |
| 34                | 4                  | Stage Coach Drag; Fish Dinner; Pipe to Pipe to Pipe                                        | 14 października 2002 | 3 kobiety i 3 mężczyźni             | 3            | 50 000 USD                                   | 305       |
| 35                | 5                  | Speedboat to Helicopter Ladder; Worm Transfer; Car Thru Building                           | 21 października 2002 | 3 kobiety i 3 mężczyźni             | 3            | 50 000 USD                                   | 306       |
| 36                | 6                  | Triple Beam Walk; Glass Walking; Magnetic Car Drop                                         | 28 października 2002 | 3 kobiety i 3 mężczyźni             | 3            | 50 000 USD                                   | 304       |
| 37                | 7                  | Burning Building; Scorpion Pit; Rotating Climbing Wall                                     | 5 listopada 2002     | 3 kobiety i 3 mężczyźni             | 3            | 50 000 USD                                   | 307       |
| 38                | 8                  | Helicopter Flag Snag; Slugs; Build-A-Bridge                                                | 11 listopada 2002    | 3 kobiety i 3 mężczyźni             | 3            | 50 000 USD                                   | 312       |
| 39                | 9                  | Dog Attack; Gas Chamber; Car Carrier Drive-Thru                                            | 18 listopada 2002    | 3 kobiety i 3 mężczyźni             | 3            | 50 000 USD                                   | 308       |
| 40                | 10                 | Drowning Closet; Ostrich Egg; Merry-Go-Round                                               | 2 grudnia 2002       | 3 kobiety i 3 mężczyźni             | 3            | 50 000 USD                                   | 310       |
| 41                | 11                 | Christmas Fear Factor: Scooter Plank; Deer Balls & 100 Year Old Egg Nog; Trapped Under Ice | 9 grudnia 2002       | 3 kobiety i 3 mężczyźni             | 3            | 50 000 USD                                   | 311       |
| 42                | 12                 | Inverted Helicopter; Horse Rectum; Sky Walker                                              | 6 stycznia 2003      | 3 kobiety i 3 mężczyźni             | 3            | 50 000 USD                                   | 313       |
| 43                | 13                 | Barrel Rolling; Rat Transfer; Car into Pond                                                | 13 stycznia 2003     | 3 kobiety i 3 mężczyźni             | 3            | 50 000 USD                                   | 314       |
| 44                | 14                 | Spin Cycle; Breakfast of Champions; Stilt Walking                                          | 20 stycznia 2003     | 3 kobiety i 3 mężczyźni             | 3            | 50 000 USD                                   | 315       |
| 45                | 15                 | Ferris Wheel; Fear Factor Pizza; Water Platform                                            | 27 stycznia 2003     | 3 kobiety i 3 mężczyźni             | 3            | 50 000 USD                                   | 317       |
| 46                | 16                 | Bobbing in Blood; Tomato Hornworms; Skunk Tunnel (Gross-Out Edition)                       | 3 lutego 2003        | 3 kobiety i 3 mężczyźni             | 3            | 50 000 USD                                   | 318       |
| 47                | 17                 | Vertical Two Square; Electric Eels; Helicopter Rodeo                                       | 4 lutego 2003        | 6 kobiet                            | 3            | 50 000 USD                                   | 319       |
| 48                | 18                 | Save Your Spouse; Roach Transfer; Couples Hang                                             | 10 lutego 2003       | 4 pary małżonków                    | 3            | 50 000 USD                                   | 316       |
| 49                | 19                 | Flatbed to Flatbed; Worm Coffin; Tumbler                                                   | 17 lutego 2003       | 3 kobiety i 3 mężczyźni             | 3            | 50 000 USD                                   | 320       |
| 50                | 20                 | Animal Moments Show                                                                        | 22 lutego 2003       | –                                   | –            | –                                            | bd.       |
| 51                | 21                 | Helicopter Boat Drag; Mechanical Bull Buffet; Window Washer                                | 24 lutego 2003       | 3 kobiety i 3 mężczyźni             | 3            | 50 000 USD                                   | 321       |
| 52                | 22                 | Helicopter Slalom; Piercing; Maggoty Cheese; Flag Snag                                     | 3 marca 2003         | 3 kobiety i 3 mężczyźni             | 4            | 50 000 USD                                   | 309       |
| 53                | 23                 | Las Vegas Show                                                                             | 10 marca 2003        | 3 kobiety i 3 mężczyźni             | 3            | 50 000 USD (25 000 USD na Blackjacka)        | 323       |
| 54                | 24                 | Miss USA Edition                                                                           | 24 marca 2003        | 6 kobiet (Miss USA)                 | 3            | 50 000 USD (25 000 USD na cele charytatywne) | 327       |
| –                 | –                  | The Making of Fear Factor                                                                  | 5 kwietnia 2003      | –                                   | –            | –                                            | –         |
| 55                | 25                 | Go Cart Chicken; Fear Factor Basketball; Water Rotisserie                                  | 7 kwietnia 2003      | 3 kobiety i 3 mężczyźni             | 3            | 50 000 USD                                   | 322       |
| 56                | 26                 | Championship (1)                                                                           | 28 kwietnia 2003     | 24 zwycięzców                       | 10           | 100 000 USD i samochód dla finalistów        | 324       |
| 57                | 27                 | Championship (2)                                                                           | 5 maja 2003          | 24 zwycięzców                       | 10           | 100 000 USD i samochód dla finalistów        | 325       |
| 58                | 28                 | Championship (3)                                                                           | 12 maja 2003         | 24 zwycięzców                       | 10           | 100 000 USD i samochód dla finalistów        | 326       |
| 59                | 29                 | The 15 Most Outrageous Moments                                                             | 19 maja 2003         | –                                   | –            | –                                            | bd.       |

## Seria 4. (NBC, 2003–2004)
| Numer odc. ogółem | Numer odc. w serii | Oryginalny tytuł                                                   | Data premiery        | Liczba uczestników        | Liczba zadań | Nagroda główna                                       | Nr. prod. |
| ----------------- | ------------------ | ------------------------------------------------------------------ | -------------------- | ------------------------- | ------------ | ---------------------------------------------------- | --------- |
| 60                | 1                  | $1 Million Dollar Edition                                          | 22 września 2003     | 6 kobiet i 6 mężczyzn     | 6            | 1 000 USD                                            | 407       |
| 61                | 2                  | Return to Las Vegas (1)                                            | 29 września 2003     | 3 kobiety i 3 mężczyźni   | 6            | 50 000 USD + nawet 50 000 USD (połowa na Blackjacka) | 408       |
| 62                | 3                  | Return to Las Vegas (2)                                            | 6 października 2003  | 3 kobiety i 3 mężczyźni   | 6            | 50 000 USD + nawet 50 000 USD (połowa na Blackjacka) | 409       |
| 63                | 4                  | Heli Crawl and Flag Grab; Maggoty Madness; Head on Pipe Ramp       | 13 października 2003 | 3 kobiety i 3 mężczyźni   | 3            | 50 000 USD                                           | 402       |
| 64                | 5                  | Heli Water Drag; Cow Eye Juice; Truck to Truck Transfer            | 20 października 2003 | 3 kobiety i 3 mężczyźni   | 3            | 50 000 USD                                           | 403       |
| 65                | 6                  | Halloween Episode                                                  | 27 października 2003 | 3 kobiety i 3 mężczyźni   | 3            | 50 000 USD                                           | 401       |
| 66                | 7                  | All Female Episode #2                                              | 3 listopada 2003     | 6 kobiet                  | 3            | 50 000 USD                                           | 405       |
| 67                | 8                  | Four Stunt Episode #2                                              | 4 listopada 2003     | 3 kobiety i 3 mężczyźni   | 4            | 50 000 USD                                           | 418       |
| 68                | 9                  | Water Sack; Beetle Roach & Worm Transfer; Spinning Ledge           | 10 listopada 2003    | 3 kobiety i 3 mężczyźni   | 3            | 50 000 USD                                           | 404       |
| 69                | 10                 | Truck to Helicopter; Table Clearing; Under the Semi                | 17 listopada 2003    | 3 kobiety i 3 mężczyźni   | 3            | 50 000 USD                                           | 406       |
| 70                | 11                 | Family Fear Factor                                                 | 24 listopada 2003    | 4 pary (rodzic + dziecko) | 4            | 50 000 USD                                           | 410       |
| 71                | 12                 | Boat to Boat; Worm Wine; Matrix Truck Straddle                     | 1 grudnia 2003       | 3 kobiety i 3 mężczyźni   | 3            | 50 000 USD                                           | 420       |
| 72                | 13                 | Cable Surfing; Gift Exchange; Lake O' Fire                         | 8 grudnia 2003       | 3 kobiety i 3 mężczyźni   | 3            | 50 000 USD                                           | 419       |
| 73                | 14                 | Fear Factor Twins #2                                               | 5 stycznia 2004      | 4 pary bliźniąt           | 3            | 50 000 USD                                           | 421       |
| 74                | 15                 | Couples Fear Factor (1)                                            | 12 stycznia 2004     | 9 par                     | 17           | 1 000 USD                                            | 411       |
| 75                | 16                 | Couples Fear Factor (2)                                            | 19 stycznia 2004     | 9 par                     | 17           | 1 000 USD                                            | 412       |
| 76                | 17                 | Couples Fear Factor (3)                                            | 19 stycznia 2004     | 9 par                     | 17           | 1 000 USD                                            | 413       |
| 77                | 18                 | Couples Fear Factor (4)                                            | 26 stycznia 2004     | 9 par                     | 17           | 1 000 USD                                            | 414       |
| 78                | 19                 | Couples Fear Factor (5)                                            | 2 lutego 2004        | 9 par                     | 17           | 1 000 USD                                            | 415       |
| 79                | 20                 | Couples Fear Factor (6)                                            | 9 lutego 2004        | 9 par                     | 17           | 1 000 USD                                            | 416       |
| 80                | 21                 | Couples Fear Factor (7)                                            | 16 lutego 2004       | 9 par                     | 17           | 1 000 USD                                            | 417       |
| 81                | 22                 | Four Stunt Episode #3                                              | 17 lutego 2004       | 3 kobiety i 3 mężczyźni   | 4            | 50 000 USD                                           | 422       |
| 82                | 23                 | Four Stunt Episode #4                                              | 23 lutego 2004       | 3 kobiety i 3 mężczyźni   | 4            | 50 000 USD                                           | 423       |
| 83                | 24                 | All Female Episode #3                                              | 1 marca 2004         | 6 kobiet                  | 3            | 50 000 USD                                           | 426       |
| 84                | 25                 | Siblings Fear Factor                                               | 8 marca 2004         | 4 pary rodzeństw          | 3            | 50 000 USD                                           | 424       |
| 85                | 26                 | Twirling Misery; Eat Live Snails; Car Jump out of Back of Semi     | 15 marca 2004        | 3 kobiety i 3 mężczyźni   | 3            | 50 000 USD                                           | 427       |
| 86                | 27                 | Extreme Building Plunge; Bug Windshield; Rotating Beam to Platform | 22 marca 2004        | 3 kobiety i 3 mężczyźni   | 3            | 50 000 USD                                           | 430       |
| 87                | 28                 | Tunnel Flag Snag; Potato Bug Bazooka; Tractor Car Roll             | 5 kwietnia 2004      | 3 kobiety i 3 mężczyźni   | 3            | 50 000 USD                                           | 425       |
| 88                | 29                 | Miss USA Edition #2                                                | 12 kwietnia 2004     | 6 kobiet (Miss USA)       | 3            | 50 000 USD na cele charytatywne                      | 429       |
| 89                | 30                 | No Sleep: Team Transfer; Hagfish Transfer; Cable Stand             | 19 kwietnia 2004     | 5 par                     | 3            | 50 000 USD                                           | 434       |
| 90                | 31                 | Bound in Chains; Get the Gator; Heli Rope Transfer                 | 26 kwietnia 2004     | 6 modelek                 | 3            | 50 000 USD                                           | 428       |
| 91                | 32                 | 2nd Chance: Dual Heli Beam Walk; Fly Shake; Hop the Train          | 3 maja 2004          | 3 kobiety i 3 mężczyźni   | 3            | 50 000 USD                                           | 432       |
| 92                | 33                 | Underwater Tumbler; Bug Body Bag; Dual Heli Wall                   | 10 maja 2004         | 6 kobiet                  | 3            | 50 000 USD                                           | 433       |
| 93                | 34                 | Family Beam Walk; Family of Roaches; Kid-A-Pult                    | 17 maja 2004         | 4 pary (rodzic + dziecko) | 3            | 50 000 USD                                           | 431       |

## Seria 5. (NBC, 2004–2005)
| Numer odc. ogółem | Numer odc. w serii | Oryginalny tytuł                                               | Data premiery        | Liczba uczestników                                       | Liczba zadań | Nagroda główna                                                                     | Nr. prod. |
| ----------------- | ------------------ | -------------------------------------------------------------- | -------------------- | -------------------------------------------------------- | ------------ | ---------------------------------------------------------------------------------- | --------- |
| 94                | 1                  | Couples Reunion                                                | 30 sierpnia 2004     | 5 par                                                    | 4            | 50 000 USD                                                                         | 510       |
| 95                | 2                  | Favorite Winners                                               | 6 września 2004      | 3 kobiety i 3 mężczyźni                                  | 3            | 50 000 USD                                                                         | 504       |
| 96                | 3                  | Couples #2                                                     | 13 września 2004     | 4 pary                                                   | 3            | 50 000 USD                                                                         | 501       |
| 97                | 4                  | Jet Ski to Float Plane; Eel Helmet; Donkey Kong                | 20 września 2004     | 3 kobiety i 3 mężczyźni                                  | 3            | 50 000 USD                                                                         | 505       |
| 98                | 5                  | Best Friends                                                   | 27 września 2004     | 4 pary przyjaciół                                        | 3            | 50 000 USD                                                                         | 503       |
| 99                | 6                  | Babes, bikinis and The Roadkill Café                           | 4 października 2004  | 6 kobiet                                                 | 3            | 50 000 USD                                                                         | 502       |
| 100               | 7                  | Rolling Flag Snag; Sand Crab Panning; Suspended Car Rotisserie | 11 października 2004 | 3 kobiety i 3 mężczyźni                                  | 3            | 50 000 USD                                                                         | 511       |
| 101               | 8                  | Water Paddle; Fear Factor Bar; Heli Surfing                    | 18 października 2004 | 3 kobiety i 3 mężczyźni                                  | 3            | 50 000 USD                                                                         | 507       |
| 102               | 9                  | Halloween Episode #2                                           | 25 października 2004 | 3 kobiety i 3 mężczyźni                                  | 3            | 50 000 USD                                                                         | 508       |
| 103               | 10                 | Siblings Fear Factor #2                                        | 1 listopada 2004     | 4 pary rodzeństw                                         | 3            | 50 000 USD                                                                         | 506       |
| 104               | 11                 | New York 100th Episode                                         | 8 listopada 2004     | 3 kobiety i 3 mężczyźni                                  | 3            | nawet 100 000 USD                                                                  | 509       |
| 105               | 12                 | Co-ed Models                                                   | 15 listopada 2004    | 3 modelki i 3 modele                                     | 3            | 50 000 USD                                                                         | 513       |
| 106               | 13                 | Thanksgiving Show                                              | 22 listopada 2004    | 3 kobiety i 3 mężczyźni                                  | 4            | 50 000 USD                                                                         | 514       |
| 107               | 14                 | Best Friends #2                                                | 29 listopada 2004    | 4 pary przyjaciół                                        | 3            | 50 000 USD                                                                         | 512       |
| 108               | 15                 | Christmas Fear Factor #3                                       | 6 grudnia 2004       | 3 kobiety i 3 mężczyźni                                  | 3            | 50 000 USD                                                                         | 515       |
| 109               | 16                 | Couples Fear Factor II (1)                                     | 3 stycznia 2005      | 8 par                                                    | 14           | 1 000 USD                                                                          | 517       |
| 110               | 17                 | Couples Fear Factor II (2)                                     | 10 stycznia 2005     | 8 par                                                    | 14           | 1 000 USD                                                                          | 518       |
| 111               | 18                 | Couples Fear Factor II (3)                                     | 17 stycznia 2005     | 8 par                                                    | 14           | 1 000 USD                                                                          | 519       |
| 112               | 19                 | Couples Fear Factor II (4)                                     | 24 stycznia 2005     | 8 par                                                    | 14           | 1 000 USD                                                                          | 520       |
| 113               | 20                 | Couples Fear Factor II (5)                                     | 31 stycznia 2005     | 8 par                                                    | 14           | 1 000 USD                                                                          | 521       |
| 114               | 21                 | Couples Fear Factor II (6)                                     | 7 lutego 2005        | 8 par                                                    | 14           | 1 000 USD                                                                          | 522       |
| 115               | 22                 | Couples Fear Factor II (7)                                     | 14 lutego 2005       | 8 par                                                    | 14           | 1 000 USD                                                                          | 523       |
| 116               | 23                 | Las Vegas Teams                                                | 21 lutego 2005       | 4 pary                                                   | 3            | 50 000 USD (połowa na Blackjacka, potem możliwość kontynuowania aż do 500 000 USD) | 527       |
| 117               | 24                 | Reality Stars                                                  | 28 lutego 2005       | 3 kobiety i 3 mężczyźni – uczestnicy innych reality show | 4            | 50 000 USD                                                                         | 524       |
| 118               | 25                 | Fear Factor Twins #3                                           | 7 marca 2005         | 4 pary bliźniąt                                          | 4            | 50 000 USD                                                                         | 526       |
| 119               | 26                 | Tarzan Semi to Semi; Fear Factor Donut Shop; Falling Beam Maze | 28 marca 2005        | 3 kobiety i 3 mężczyźni                                  | 3            | 50 000 USD                                                                         | 516       |
| 120               | 27                 | Miss USA Edition #3                                            | 11 kwietnia 2005     | 6 kobiet (Miss USA)                                      | 3            | 50 000 USD (25 000 USD na cele charytatywne)                                       | 529       |
| 121               | 28                 | Submerged Car Rotisserie; Sushi Bar; Wall Sweeper              | 25 kwietnia 2005     | 3 kobiety i 3 mężczyźni                                  | 3            | 50 000 USD                                                                         | 525       |
| 122               | 29                 | Best Friends #3                                                | 2 maja 2005          | 4 pary przyjaciół                                        | 3            | 50 000 USD                                                                         | 530       |
| 123               | 30                 | N.Y. vs. L.A.                                                  | 9 maja 2005          | 4 kobiety i 4 mężczyźni                                  | 3            | 50 000 USD                                                                         | 531       |
| 124               | 31                 | Newlyweds at Universal Studios Orlando                         | 23 maja 2005         | 4 pary nowożeńców                                        | 3            | 50 000 USD                                                                         | 528       |

## Seria 6. (NBC, 2005–2006)
| Numer odc. ogółem | Numer odc. w serii | Oryginalny tytuł              | Data premiery    | Liczba uczestników                          | Liczba zadań | Nagroda główna  | Nr. prod. |
| ----------------- | ------------------ | ----------------------------- | ---------------- | ------------------------------------------- | ------------ | --------------- | --------- |
| 125               | 1                  | Heist Fear Factor             | 6 grudnia 2005   | 4 pary                                      | 3            | nawet 1 000 USD | 604       |
| 126               | 2                  | Blind Date Fear Factor        | 13 grudnia 2005  | 4 pary                                      | 3            | 50 000 USD      | 609       |
| 127               | 3                  | Teams                         | 27 grudnia 2005  | 4 pary                                      | 3            | 50 000 USD      | 612       |
| 128               | 4                  | Psycho Fear Factor (1)        | 3 stycznia 2006  | 6 par                                       | 6            | 250 000 USD     | 605       |
| 129               | 5                  | Psycho Fear Factor (2)        | 10 stycznia 2006 | 6 par                                       | 6            | 250 000 USD     | 606       |
| 130               | 6                  | Psycho Fear Factor (3)        | 17 stycznia 2006 | 6 par                                       | 6            | 250 000 USD     | 607       |
| 131               | 7                  | Teams #2                      | 24 stycznia 2006 | 4 pary                                      | 3            | 50 000 USD      | 602       |
| 132               | 8                  | Mothers & Sons                | 31 stycznia 2006 | 4 pary (matka + syn)                        | 3            | 50 000 USD      | 614       |
| 133               | 9                  | Freaks vs. Geeks              | 7 lutego 2006    | 4 pary (2 pary „świrów” i 2 pary „kujonów”) | 3            | 50 000 USD      | 618       |
| 134               | 10                 | Reality Stars Fear Factor (1) | 13 czerwca 2006  | 5 par znanych z udziału w reality show      | 6            | 150 000 USD     | 615       |
| 135               | 11                 | Reality Stars Fear Factor (2) | 20 czerwca 2006  | 5 par znanych z udziału w reality show      | 6            | 150 000 USD     | 616       |
| 136               | 12                 | Reality Stars Fear Factor (3) | 27 czerwca 2006  | 5 par znanych z udziału w reality show      | 6            | 150 000 USD     | 617       |
| 137               | 13                 | Family Fear Factor #3         | 11 lipca 2006    | 4 pary (rodzic + dziecko)                   | 4            | 50 000 USD      | 608       |
| 138               | 14                 | Military Fear Factor          | 18 lipca 2006    | 4 pary (związane z militariami)             | 3            | 50 000 USD      | 622       |
| 139               | 15                 | Fire Fear Factor              | 25 lipca 2006    | 4 pary                                      | 3            | 50 000 USD      | 601       |
| 140               | 16                 | BK Viewers' Choice Episode    | 1 sierpnia 2006  | 4 pary wybrane przez widzów                 | 3            | 50 000 USD      | 621       |
| 141               | 17                 | Old vs. Young                 | 8 sierpnia 2006  | 4 pary (dwie w starszym wieku, dwie młode)  | 3            | 50 000 USD      | 610       |
| 142               | 18                 | Disaster Fear Factor          | 22 sierpnia 2006 | 4 pary                                      | 3            | 50 000 USD      | 611       |
| 143               | 19                 | Blind Date Fear Factor #2     | 29 sierpnia 2006 | 4 pary                                      | 3            | 50 000 USD      | 620       |
| 144               | 20                 | Farm Fear Factor              | 5 września 2006  | 4 pary                                      | 3            | 50 000 USD      | 603       |
| 145               | 21                 | Ex Factor                     | 6 września 2006  | 4 pary                                      | 3            | 50 000 USD      | 613       |
| 146               | 22                 | Celebrity Fear Factor #4      | 12 września 2006 | 4 kobiety i 4 mężczyźni (celebryci)         | 3            | 50 000 USD      | 619       |

## Seria 7. (NBC, 2011–2012)
| Numer odc. ogółem | Numer odc. w serii | Oryginalny tytuł                                    | Data premiery        | Liczba uczestników       | Liczba zadań | Nagroda główna | Nr. prod. |
| ----------------- | ------------------ | --------------------------------------------------- | -------------------- | ------------------------ | ------------ | -------------- | --------- |
| 147               | 1                  | Scorpion Tales                                      | 12 grudnia 2011      | 4 pary członków rodziny  | 3            | 50 000 USD     | 1008      |
| 148               | 2                  | Broken Hearts and Blood Baths                       | 12 grudnia 2011      | 4 pary                   | 3            | 50 000 USD     | 1005      |
| 149               | 3                  | Tall Crappaccino                                    | 19 grudnia 2011      | 4 pary                   | 3            | 50 000 USD     | 1006      |
| 150               | 4                  | Snake Bite                                          | 2 stycznia 2012      | 4 pary (osoby w związku) | 3            | 50 000 USD     | 1003      |
| 151               | 5                  | Roach Coach                                         | 9 stycznia 2012      | 4 pary                   | 3            | 50 000 USD     | 1004      |
| 152               | 6                  | The Bees Are So Angry                               | 12 lutego 2012       | 5 par                    | 5            | 100 000 USD    | 1001      |
| 153               | 7                  | Leeches, Shaved Heads and Tear Gas, Oh My! (Part 1) | 9 lipca 2012         | 5 par                    | 5            | 100 000 USD    | 1002A     |
| 154               | 8                  | Leeches, Shaved Heads and Tear Gas, Oh My! (Part 2) | 16 lipca 2012        | 5 par                    | 5            | 100 000 USD    | 1002B     |
| 155               | 9                  | Hee Haw! Hee Haw!                                   | niewyemitowany w USA | 4 pary bliźniąt          | 3            | 50 000 USD     | 1007      |

## Seria 8. (MTV, 2017)
| Numer odc. ogółem | Numer odc. w serii | Oryginalny tytuł               | Data premiery    | Liczba uczestników        | Liczba zadań | Nagroda główna | Nr. prod. |
| ----------------- | ------------------ | ------------------------------ | ---------------- | ------------------------- | ------------ | -------------- | --------- |
| 156               | 1                  | Ice Is Thicker Than Water      | 30 maja 2017     | 4 pary rodzeństw          | 3            | 50 000 USD     | 102       |
| 157               | 2                  | Party Games                    | 6 czerwca 2017   | 4 pary (osoby w związku)  | 3            | 50 000 USD     | 103       |
| 158               | 3                  | Once Bitten, Twice Trapped     | 13 czerwca 2017  | 4 pary lokatorów          | 3            | 50 000 USD     | 101       |
| 159               | 4                  | Computer Bugs                  | 20 czerwca 2017  | 4 pary przyjaciół         | 3            | 50 000 USD     | 104       |
| 160               | 5                  | Love Is in the Air             | 27 czerwca 2017  | 4 pary (osoby w związku)  | 3            | 50 000 USD     | 105       |
| 161               | 6                  | The Struggle Is Real           | 11 lipca 2017    | 4 pary przyjaciół         | 3            | 50 000 USD     | 108       |
| 162               | 7                  | Daters in the Dark             | 18 lipca 2017    | 4 pary (osoby w związku)  | 3            | 50 000 USD     | 106       |
| 163               | 8                  | Helicopter Parents             | 25 lipca 2017    | 4 pary (rodzic + potomek) | 3            | 50 000 USD     | 107       |
| 164               | 9                  | Buried Alive                   | 1 sierpnia 2017  | 4 pary lokatorów          | 3            | 50 000 USD     | 109       |
| 165               | 10                 | Sister Act                     | 8 sierpnia 2017  | 4 pary sióstr             | 3            | 50 000 USD     | 110       |
| 166               | 11                 | Ultimate Fear Workout          | 15 sierpnia 2017 | 4 pary                    | 3            | 50 000 USD     | 111       |
| 167               | 12                 | The Old College Try            | 22 sierpnia 2017 | 4 pary                    | 3            | 50 000 USD     | 112       |
| 168               | 13                 | »The Challenge« vs »Shredders« | 19 września 2017 | 4 pary (z programów MTV)  | 3            | 50 000 USD     | 113       |

## Seria 9. (MTV, 2018)
| Numer odc. ogółem     | Numer odc. w serii | Oryginalny tytuł           | Polski tytuł                         | Data premiery    | Liczba uczestników                                 | Liczba zadań     | Nagroda główna   | Nr. prod.        |
| Season From Hell      | Season From Hell   | Season From Hell           | Season From Hell                     | Season From Hell | Season From Hell                                   | Season From Hell | Season From Hell | Season From Hell |
| --------------------- | ------------------ | -------------------------- | ------------------------------------ | ---------------- | -------------------------------------------------- | ---------------- | ---------------- | ---------------- |
| 169                   | 1                  | Get the Hell Out           | —                                    | 25 lutego 2018   | 4 pary                                             | 3                | 50 000 USD       | 204              |
| 170                   | 2                  | Tech-Hell                  | —                                    | 4 marca 2018     | 4 pary miłośników technologii                      | 3                | 50 000 USD       | 201              |
| 171                   | 3                  | Family Road Trip From Hell | —                                    | 11 marca 2018    | 4 pary (rodzic + potomek)                          | 3                | 50 000 USD       | 202              |
| 172                   | 4                  | Hot As Hell                | —                                    | 13 marca 2018    | 4 pary bliźniąt                                    | 3                | 50 000 USD       | 205              |
| 173                   | 5                  | Summer Vacation From Hell  | —                                    | 14 marca 2018    | 4 pary uczniów                                     | 3                | 50 000 USD       | 203              |
| 174                   | 6                  | Blind Date From Hell       | —                                    | 14 marca 2018    | 4 pary                                             | 3                | 50 000 USD       | 207              |
| 175                   | 7                  | Exes From Hell             | —                                    | 20 marca 2018    | 4 pary byłych partnerów                            | 3                | 50 000 USD       | 209              |
| 176                   | 8                  | Hell And High Water        | —                                    | 21 marca 2018    | 4 pary                                             | 3                | 50 000 USD       | 210              |
| 177                   | 9                  | Hell Week                  | —                                    | 28 marca 2018    | 4 pary                                             | 3                | 50 000 USD       | 208              |
| 178                   | 10                 | Party From Hell            | —                                    | 28 marca 2018    | 4 pary imprezowiczów                               | 3                | 50 000 USD       | 206              |
| Celebrity Fear Factor |                    |                            |                                      |                  |                                                    |                  |                  |                  |
| 179                   | 11                 | Hip-Hop Battle             | Hiphopowa bitwa                      | 17 lipca 2018    | 4 pary gwiazd hip-hopu                             | 3                | 50 000 USD       | 215              |
| 180                   | 12                 | Hip-Hop Sibling Smackdown  | Bracie, hip hop starcie!             | 17 lipca 2018    | 4 pary gwiazd hip-hopu                             | 3                | 50 000 USD       | 217              |
| 181                   | 13                 | MTV Star Battle            | Starcie gwiazd MTV                   | 24 lipca 2018    | 4 pary gwiazd MTV                                  | 3                | 50 000 USD       | 220              |
| 182                   | 14                 | Thrill Seeker Throwdown    | W pogoni za adrenaliną               | 24 lipca 2018    | 4 pary gwiazd MTV                                  | 3                | 50 000 USD       | 219              |
| 183                   | 15                 | Reality TV Royal Rumble    | Królowie reality TV w natarciu       | 31 lipca 2018    | 4 pary uczestników reality show                    | 3                | 50 000 USD       | 211              |
| 184                   | 16                 | For The Love of Fear       | Kocham się bać                       | 31 lipca 2018    | 4 pary uczestników The Bachelor i The Bachelorette | 3                | 50 000 USD       | 212              |
| 185                   | 17                 | Breaking the Internet      | Na pohybel Internetowi               | 7 sierpnia 2018  | 4 pary internetowych twórców                       | 3                | 50 000 USD       | 214              |
| 186                   | 18                 | Battle of the Bands        | Bitwa bandów                         | 7 sierpnia 2018  | 4 pary muzyków                                     | 3                | 50 000 USD       | 218              |
| 187                   | 19                 | Music Star Showdown        | Ekipy atakują                        | 14 sierpnia 2018 | 4 pary muzyków                                     | 3                | 50 000 USD       | 213              |
| 188                   | 20                 | The Shoredown              | Gwiazdy muzyki. Ostateczna rozgrywka | 21 sierpnia 2018 | 4 pary uczestników Jersey Shore                    | 3                | 50 000 USD       | 216              |